# 耶律引吉
耶律引吉（?—?），遼朝（契丹）政治人物，字阿括，契丹品部出身。

## 父
耶律双古，镇守西边二十余年，治境严肃，不贪财利，时人多称道他。耶律引吉是耶律双古之子。

## 生平
耶律引吉以蔭父官出仕，累次進升東京副留守、北枢密院侍御。当时蕭革、蕭图古辞专权腐败，耶律引吉并不依附他们。转任客省使。当时朝廷捜索三京隐户没有成果，于是让耶律引吉主持，得到数千户户籍。
皇太子耶律濬統轄北院南院行政，选耶律引吉作为辅佐。枢密使耶律乙辛想要扳倒皇太子，想要把耶律引吉调出京师，奏请让耶律引吉出为群牧林牙。太康元年（1075年），耶律乙辛請皇帝賜他牧地，耶律引吉反对，辽道宗否决了耶律乙辛的請求。耶律乙辛憎恨耶律引吉，让耶律引吉出任怀德軍節度使，左遷漠北猾水馬群太保，不久去世。

## 延伸阅读
[在维基数据编辑]
 《遼史·卷97》，出自脱脱《遼史》